# Hoegaarden

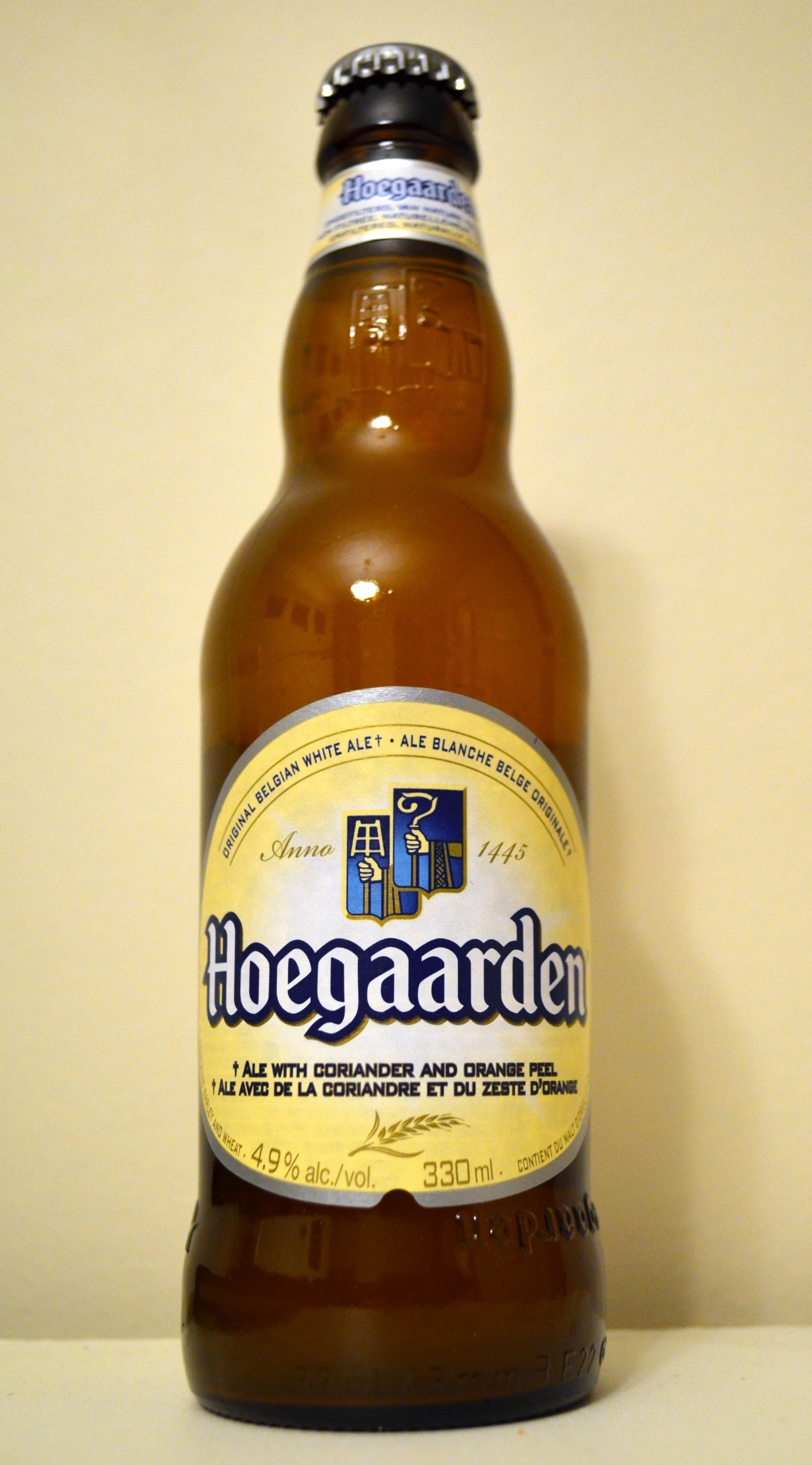
Hoegaarden

Hoegaarden (нід. Hoegaarden, МФА: [ˈɦuˌɣa:rdə(n)]  [Архівовано 3 грудня 2008 у Wayback Machine.] Гугарден) — бельгійське пшеничне т. зв. «біле» пиво (нід. witbier, фр. bière blanche, англ. white beer). Торгівельна марка наразі належить найбільшому у світі виробнику пива корпорації Anheuser-Busch InBev.

## Історія
Пивоварню Brouwerij de Kluis заснував П'єр Селіс (Pierre Celis) у Гугардені (нід. Hoegaarden), що у Фландрії, у 1966. Село Гугарден було відоме своїм пшеничним пивом від часів Середньовіччя.
Згідно з архівами Гугардена пшеничне пиво в цій місцевості виробляли з 1318 року, а особливо його полюбили, відколи заснували в XV столітті в Гугардені два монастирі. Під час Другої світової війни броварство в Бельгії постраждало від німецьких пограбувань. Близько 1955 року закрилася пивоварня Tomsin — остання з пивоварень Гугардена, що виробляла пшеничне пиво. Десь десять років по тому молочник Селіс вирішив спробувати відновити це виробництво та заснував нову пивоварню в себе в сіннику.
Спочатку пивоварня називалася Brouwerij Celis («Селісова пивоварня»), але згодом її перейменували на Brouwerij De Kluis («Монастирська пивоварня»).
Селіс використовував традиційні складники, такі як вода, дріжджі, пшениця, хміль, коріандр і висушена цедра апельсина сорту Кюрасао. Як попит на його продукцію весь час зростав, то в 1980-х роках Селіс придбав місцеву фабрику з виробництва безалкогольних напоїв Hougardia й реконструював її, перетворивши на пивоварню.
Після пожежі 1985 року кілька пивоварень, як це звичайно буває в Бельгії, запропонували свою допомогу. Одна з них була найбільша в країні пивоварня Interbrew (сполучивши цю пивоварню з AmBev, її перейменували на InBev). Interbrew надала в позику гроші для купівлі інших приміщень на відновлення пивоварні. Але потроху Селіс став усвідомлювати, що компанія використовувала цю позику, щоб тиснути на нього, щоб він змінив рецептуру пива та зорієнтувався на «масовий ринок». У самій Interbrew цю справу бачили інакше — вони вважали, що Селісове легковажне ставлення до рецепта заважало марці зростати, а тому намагалися досягнути сталої рецептури. Напевне, це були просто несумісні підходи до броварства.
У 1989 році Селіс продав їм пивоварню, і за здобуті від продажу гроші переїхав до Сполучених Штатів Америки, де в місті Остін (штат Техас) заснував Celis Brewery («Селісова пивоварня»). На цій пивоварні він далі виробляв пшеничне пиво відповідно до рецепта, який він визначив як оригінальний рецепт Hoegaarden.
Celis Brewing Company придбала компанія Miller Brewing. Сам Селіс так остаточно й не оселився в Техасі, на відміну від своєї доньки й зятя, які управляли пивоварнею. Зрештою, компанія Miller закрила пивоварню, а обладнання й торгівельні марки було продано компанії Michigan Brewing Company.
Пшеничне пиво, яке Селіс виробляв у Техасі й визначав як виготовлюване за оригінальним рецептом Hoegaarden, тоді ж таки виробляли в Бельгії — спочатку компанія Brouwerij De Smedt, а потім компанія Brouwerij van Steenberge. Це пиво й сьогодні жваво виробляють у Бельгії.
У листопаді 2005 року InBev оголосила про те, що в межах структурних змін підрозділів компанії в Бельгії пивоварню в Гугардені буде незабаром закрито. Пивоварню мали закрити наприкінці 2006 року, а виробництво мало бути перенесено до найбільшої пивоварні InBev у Жупілі, що коло Льєжа (Валлонія). Кажуть, що за першу жертву цього переїзду стало пиво Julius. Побоювалися, що процес виробництва інших марок пива за технологією реферментації так само може змінитися.
Закриття пивоварні призвело на протести мешканців Гугардена, які були у відчаї через утрату найзнанішого символу (і найбільшого роботодавця) міста.
Переїзд так і не було завершено. Броварі в Жупілі залишилися невдоволені тим, як тут вироблялося пшеничне пиво, і тому 10 вересня 2007 року Inbev вирішила зберегти виробництво в Гугардені. Крім того, Inbev вирішила інвестувати в оновлення виробничих потужностей у Гугардені частину з бюджету в 60 мільйонів євро.

## Сучасність
Сьогодні марка Hoegaarden включає:
- Hoegaarden — пшеничне пиво міцністю 4,9 % (за об'ємом), яке є флагманом пивоварні;
- Das — ячмінне пиво світло-бурштинового кольору і міцністю 5 % (за об'ємом);
- Speciale — сезонне пшеничне пиво міцністю 6,5 % (за об'ємом);
- Grand Cru — міцний (8,7 % за об'ємом) ель (у Британії його міцність становить 8,5 % за об'ємом);
- Verboden Vrucht («заборонений плід») — міцний (8,5 % за об'ємом) темний ель.

Усі марки містять коріандр і цедру апельсина Кюрасао, і їх виробляють за технологією реферментації (відновлення бродіння). До переїзду пивоварні Hoegaarden пиво Leffe Triple так само виготовлювалося тут за технологією реферментації.